# Raúl de La Roche-Tesson
Raúl de La Roche-Tesson también Raúl I Taisson (Latín: Radulphus senex Andegavensis; apodado el Viejo, c. 985)  fue un noble normando, señor de Cinglais (una pequeña región entre Orne y Laizé), de Angers y vizconde de Cotentin. Hijo de Jourdain de La Roche-Tesson y nieto de Raoul Taisson. En 1050 fundó la abadía de Saint-Étienne de Fontenay, donde sería enterrado tras su muerte. Su poder se desvaneció con la rivalidad entre sus dos hijos, Erneis y Raúl II Taisson quienes se levantaron en armas uno contra el otro por el poder del territorio. 

## Batalla de Val-es-Dunes
En 1047 apoyó a Guillermo el Bastardo con 120 caballeros de su baronía para enfrentarse a rebeldes normandos. Al principio Raúl se sumó a los sublevados, pero en el último momento, al ver que no tenían el triunfo asegurado, cambió de bando justo antes de iniciarse la batalla de Val-es-Dunes. Raúl cumplió la promesa hecha a los conspiradores de «golpear» primero a Guillermo: llegando cerca de él a caballo, cumplió su juramento dándole un golpe con el guante, entonces se puso a sí mismo y a sus hombres en el flanco ganador. De esta manera escapó al destierro sufrido por los derrotados. Tras el triunfo de Guillermo, el duque creó el título de vizconde de Cotentin que ostentó Raúl y su descendencia.

## Herencia
La esposa de Raúl era una dama llamada Alpaïde (Aubrée o Albereda), una hija de Guimond de Moulins. Fruto de esa relación nacieron:
- Erneis Taisson (m. 1066), casado con Hawisia FitzBaldric, hija de Baldric de Beaugency.[8] Erneis y su hijo Roberto FitzErneis, cayeron en combate en la batalla de Hastings (1066).[9][8]
- Raúl II Taisson (m. 1066), caído en combate en la batalla de Hastings. Esposó con Alberada de Moulins, una hija de Guimond de Moulins y tuvieron varios hijos:[10]
  - Gilbert fitz Taisson, señor de Alnwick (m. 1066). Muerto en la batalla de Hastings;
  - Osberne fitz Taisson, señor de Dodleston (m. 1086);
  - Raúl III Taisson, señor de la Roche-Tesson (m. 1096), fallecido en Tierra Santa.